# John Brown (médico)

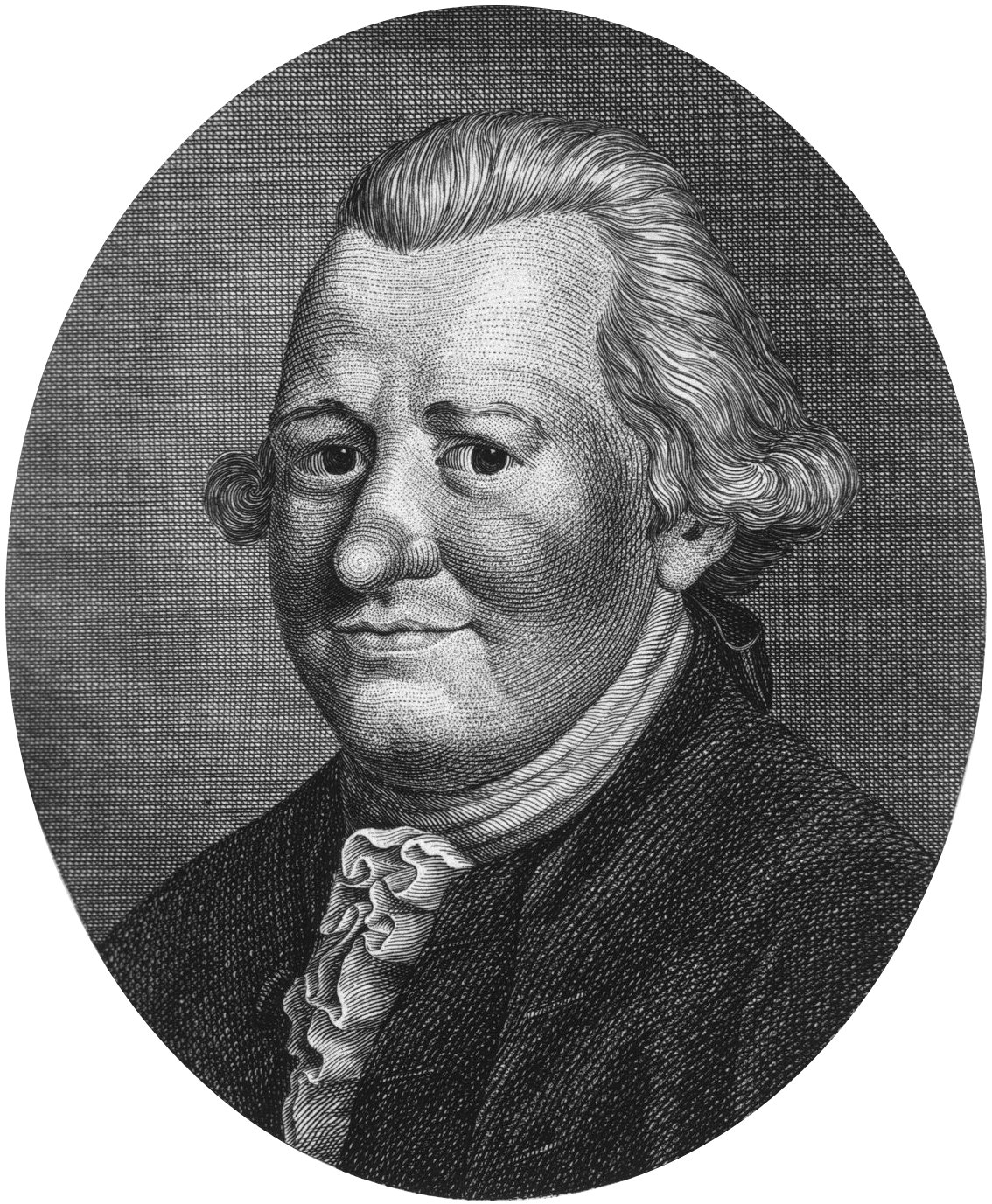
John Brown

John Brown (1735 — 17 de outubro de 1788) foi um médico escocês.
Brown nasceu em Berwickshire e depois de frequentar a escola paroquial em Duns, ele se mudou para Edimburgo e se matriculou em aulas de teologia na universidade de Edimburgo, ele trabalhava em tempo parcial como um professor particular. Em 1759, ele interrompeu seus estudos teológicos e começou a estudar medicina e se tornou o tutor privado para a família William Cullen. Depois de uma disputa com Cullen e os professores da universidade, palestras públicas de Brown continham ataques aos sistemas anteriores de medicina, incluindo Cullen.
Em 1780, Brown publicou o seu Elementa Medicinae, ou o "sistema Brunoniano da medicina", que por um tempo foi um texto popular.
Em 1786 ele foi para Londres para melhorar sua sorte, mas morreu de apoplexia dois anos depois, em 17 de outubro de 1788.
Em 1795, uma edição crítica de Brown nos elementos da Medicina fora publicados pelo bem conhecido médico Beddoes Thomas para o benefício da viúva de Brown e seus filhos. Uma edição de obras de Brown, com uma biografia escrita por seu filho, William Cullen Brown, apareceu em 1804.

## Ligações Externas
- Este artigo incorpora texto  (em inglês) da Encyclopædia Britannica (11.ª edição), publicação em domínio público.